# Вальяшкуш
Вальяшкуш (порт. Valhascos)  —  район (фрегезия) в Португалии,  входит в округ Сантарен. Является составной частью муниципалитета  Сардоал. По старому административному делению входил в провинцию Рибатежу. Входит в экономико-статистический  субрегион Медиу-Тежу, который входит в Центральный регион. Население составляет 385 человек на 2001 год. Занимает площадь 8,34 км².